# دهستان فارغان
دهستان فارغان، یکی از دهستان‌های بخش فارغان شهرستان حاجی‌آباد در استان هرمزگان ایران است. مرکز این دهستان، شهر فارغان است.

## جمعیت
بر پایه سرشماری عمومی نفوس و مسکن در سال ۱۳۹۵، جمعیت دهستان فارغان برابر با ۲٬۴۹۲ نفر بوده است.